# Vịt nâu đỏ

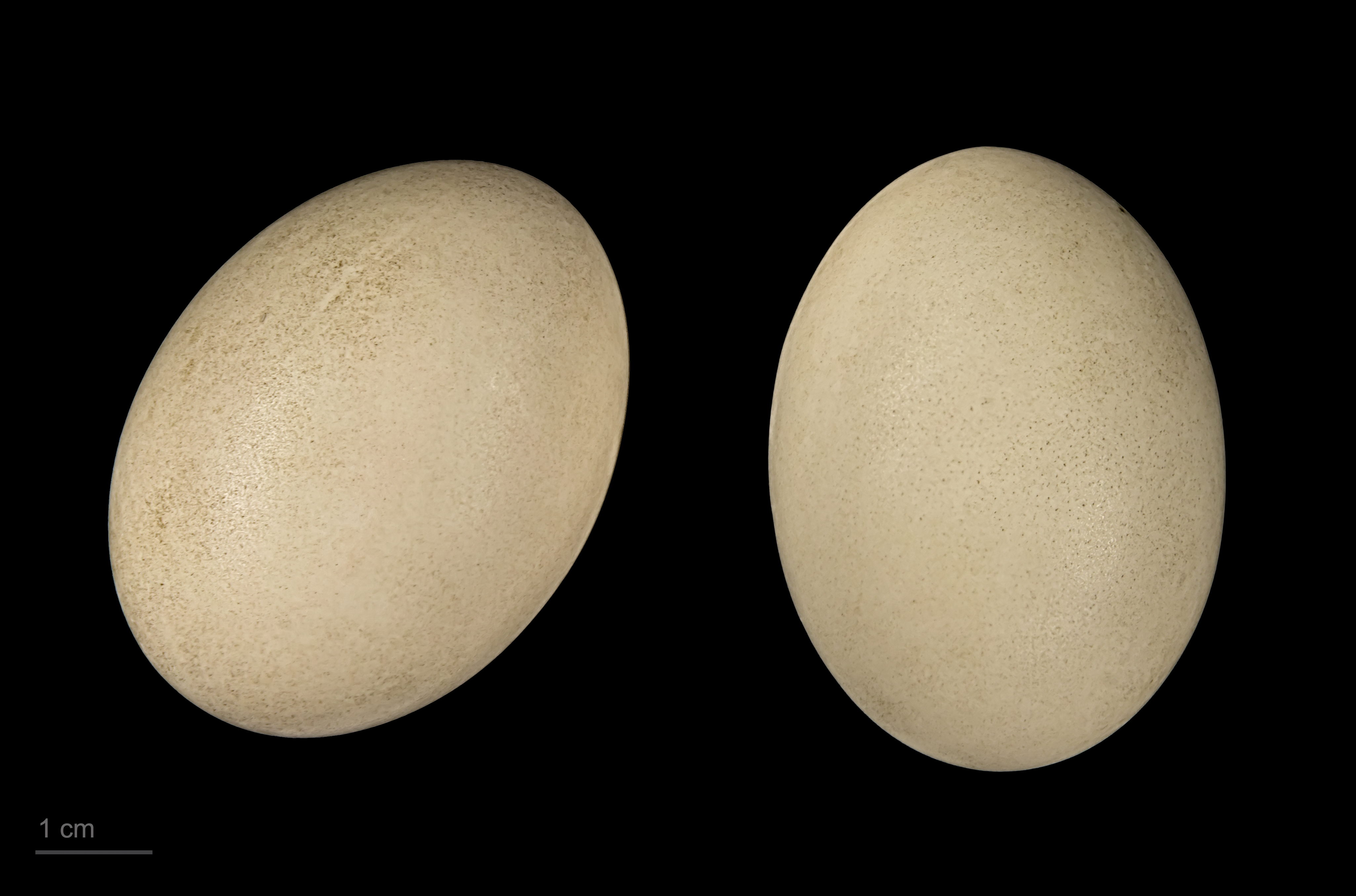
Aythya nyroca

Vịt nâu đỏ hay Vịt mắt trắng (danh pháp hai phần: Aythya nyroca) là một loài chim trong họ Vịt.
Loài vịt lặn này sinh sống ở lục địa Á-Âu. The species is known colloquially by birders as "Fudge Duck".
Môi trường sống sinh sản của chúng là các đầm lầy và hồ với nước có độ sâu 1 m hoặc hơn. Loài vịt này sinh sản ở miền Nam và Đông Âu và Nam Á và phương Tây. Chúng di cư ít, và trú đông xa hơn về phía nam và vào phía bắc châu Phi.
Vịt trống trưởng thành có màu hạt dẻ đậm với một lưng sẫm màu hơn và mắt màu vàng. Màu trắng tinh khiết dưới cánh giúp phân biệt loài hơi tương tự vịt búi lông. Vịt mái tương tự nhưng màu nhạt hơn, và với mắt đen.